# 크리스 윌리엄스 (영화 감독)
크리스 윌리엄스(영어: Chris Williams, 1968년 12월 19일 ~ )는 미국의 애니메이션 영화 감독, 각본가, 성우다. "볼트" (2008), "빅 히어로" (2014), "씨 비스트" (2022)를 감독하였으며, "모아나" (2016)는 공동 집필하였다.